# کمیته ملی المپیک زامبیا
کمیته ملی المپیک زامبیا (انگلیسی: National Olympic Committee of Zambia) یک سازمان ورزشی است که نماینده کشور زامبیا در کمیته بین‌المللی المپیک می‌باشد.
این سازمان که در سال ۱۹۵۹ تأسیس شده مسئول آماده‌سازی و اعزام ورزشکاران به بازی‌های المپیک، بازی‌های المپیک جوانان و بازی‌های آفریقایی است.